# Kastanjekoptesia
De kastanjekoptesia (Cettia castaneocoronata, synoniem: Oligura castaneocoronata, synoniem: Tesia castaneocoronata) is een zangvogel uit de familie van Cettiidae.

## Verspreiding en leefgebied
Deze soort komt voor van de Himalaya tot noordelijk Vietnam en telt 3 ondersoorten:
- Oligura castaneocoronata castaneocoronata: oostelijke Himalaya tot Bangladesh, noordelijk Myanmar, zuidelijk Tibet en Noordwest-Thailand
- Oligura castaneocoronata ripleyi: zuidoostelijk Tibet tot zuidwestelijk China (Sichuan en Yunnan)
- Oligura castaneocoronata abadiei: Noord-Vietnam (noordwestelijk Tonkin)